# Euglypta kuntzeni
Euglypta kuntzeni är en skalbaggsart som beskrevs av Paul Norbert Schürhoff 1933. Euglypta kuntzeni ingår i släktet Euglypta och familjen Cetoniidae. Inga underarter finns listade i Catalogue of Life.